# Campeonato Mundial de Natação em Piscina Curta de 2012
O Campeonato Mundial de Natação em Piscina Curta de 2012 foi a 11º edição do campeonato realizado pela FINA, em Istambul, na Turquia, em dezembro de 2012.

## Processo licitatório
A FINA anunciou, em 12 de abril de 2008 que Istambul seria a sede do evento,após a desistência da outra candidata Viena, na Áustria depois de uma reunião do quadro da FINA, em Manchester, Grã-Bretanha.

## Local
Os eventos foram realizados na Arena Sinan Erdem, que tem uma capacidade de 22.500 pessoas.

## Medalhistas
Masculino
| Evento                   | Ouro                                                                   | Ouro     | Prata                                                                                | Prata    | Bronze                                                                              | Bronze   |
| 50 m livre detalhes      | RUS Vladimir Morozov                                                   | 20.55    | FRA Florent Manaudou                                                                 | 20.88    | USA Anthony Ervin                                                                   | 20.99    |
| 100 m livre detalhes     | RUS Vladimir Morozov                                                   | 45.65    | AUS Tommaso D'Orsogna                                                                | 46.80    | RUS Yevgeny Lagunov                                                                 | 46.81    |
| 200 m livre detalhes     | USA Ryan Lochte                                                        | 1:41.92  | GER Paul Biedermann                                                                  | 1:42.07  | USA Conor Dwyer                                                                     | 1:43.78  |
| 400 m livre detalhes     | GER Paul Biedermann                                                    | 3:39.15  | CHN Hao Yun                                                                          | 3:39.48  | NZL Matthew Stanley                                                                 | 3:41.01  |
| 1500 m livre detalhes    | ITA Gregorio Paltrinieri                                               | 14:31.13 | FRO Pál Joensen                                                                      | 14:36.93 | POL Mateusz Sawrymowicz                                                             | 14:38.29 |
| 50 m costas detalhes     | AUS Robert Hurley                                                      | 23.04    | USA Matt Grevers                                                                     | 23.17    | RUS Stanislav Donets                                                                | 23.19    |
| 100 m costas detalhes    | USA Matt Grevers                                                       | 49.89    | RUS Stanislav Donets                                                                 | 49.91    | BRA Guilherme Guido                                                                 | 50.50    |
| 200 m costas detalhes    | POL Radosław Kawęcki                                                   | 1:48.48  | USA Ryan Lochte                                                                      | 1:48.50  | USA Ryan Murphy                                                                     | 1:48.86  |
| 50 m peito detalhes      | NOR Aleksander Hetland                                                 | 26.30    | SLO Damir Dugonjič                                                                   | 26.32    | FRA Florent Manaudou                                                                | 26.33    |
| 100 m peito detalhes     | ITA Fabio Scozzoli                                                     | 57.10    | SLO Damir Dugonjič                                                                   | 57.32    | USA Kevin Cordes                                                                    | 57.83    |
| 200 m peito detalhes     | HUN Dániel Gyurta                                                      | 2:01.35  | GBR Michael Jamieson                                                                 | 2:03.00  | RUS Viatcheslav Sinkevich                                                           | 2:03.08  |
| 50 m borboleta detalhes  | BRA Nicholas Santos                                                    | 22.22    | RSA Chad le Clos                                                                     | 22.26    | USA Tom Shields                                                                     | 22.46    |
| 100 m borboleta detalhes | RSA Chad le Clos                                                       | 48.82    | USA Tom Shields                                                                      | 49.54    | USA Ryan Lochte                                                                     | 49.59    |
| 200 m borboleta detalhes | JPN Kazuya Kaneda                                                      | 1:51.01  | HUN László Cseh                                                                      | 1:51.66  | RUS Nikolay Skvortsov                                                               | 1:52.33  |
| 100 m medley detalhes    | USA Ryan Lochte                                                        | 51.21    | AUS Kenneth To                                                                       | 51.38    | TRI George Bovell                                                                   | 51.66    |
| 200 m medley detalhes    | USA Ryan Lochte                                                        | 1:49.63  | JPN Daiya Seto                                                                       | 1:52.80  | HUN László Cseh                                                                     | 1:52.89  |
| 400 m medley detalhes    | JPN Daiya Seto                                                         | 3:59.15  | HUN László Cseh                                                                      | 4:00.50  | HUN Dávid Verrasztó                                                                 | 4:02.87  |
| 4x100 m livre detalhes   | USA Estados Unidos Anthony Ervin Ryan Lochte Jimmy Feigen Matt Grevers | 3:06.40  | ITA Itália Luca Dotto Marco Orsi Michele Santucci Filippo Magnini                    | 3:07.07  | AUS Austrália Tommaso D'Orsogna Kyle Richardson Travis Mahoney Kenneth To           | 3:07.27  |
| 4x200 m livre detalhes   | USA Estados Unidos Ryan Lochte Conor Dwyer Michael Klueh Matt McLean   | 6:51.40  | AUS Austrália Tommaso D'Orsogna Jarrod Killey Kyle Richardson Robert Hurley          | 6:52.29  | GER Alemanha Paul Biedermann Dimitri Colupaev Christoph Fildebrandt Yannick Lebherz | 6:53.22  |
| 4x100 m medley detalhes  | USA Estados Unidos Matt Grevers Kevin Cordes Tom Shields Ryan Lochte   | 3:21.03  | RUS Rússia Stanislav Donets Viatcheslav Sinkevich Nikolay Skvortsov Vladimir Morozov | 3:22.86  | AUS Austrália Robert Hurley Kenneth To Grant Irvine Tommaso D'Orsogna               | 3:24.77  |

Feminino
| Evento                   | Ouro                                                                              | Ouro    | Prata                                                                         | Prata   | Bronze                                                                      | Bronze  |
| 50 m livre detalhes      | BLR Aleksandra Gerasimenya                                                        | 23.64   | GBR Francesca Halsall                                                         | 23.87   | DEN Jeanette Ottesen                                                        | 24.00   |
| 100 m livre detalhes     | GER Britta Steffen                                                                | 52.31   | USA Megan Romano                                                              | 52.48   | CHN Tang Yi                                                                 | 52.73   |
| 200 m livre detalhes     | USA Allison Schmitt                                                               | 1:53.59 | HUN Katinka Hosszú                                                            | 1:54.31 | ESP Melanie Costa                                                           | 1:54.45 |
| 400 m livre detalhes     | ESP Melanie Costa                                                                 | 4:01.18 | USA Chloe Sutton                                                              | 4:01.20 | NZL Lauren Boyle                                                            | 4:01.24 |
| 800 m livre detalhes     | NZL Lauren Boyle                                                                  | 8:08.62 | DEN Lotte Friis                                                               | 8:10.99 | USA Chloe Sutton                                                            | 8:15.53 |
| 50 m costas detalhes     | CHN Zhao Jing                                                                     | 25.95   | USA Olivia Smoliga                                                            | 26.13   | POL Aleksandra Urbanczyk                                                    | 26.50   |
| 100 m costas detalhes    | USA Olivia Smoliga                                                                | 56.64   | DEN Mie Nielsen                                                               | 57.07   | CZE Simona Baumrtová                                                        | 57.18   |
| 200 m costas detalhes    | UKR Daryna Zevina                                                                 | 2:02.24 | USA Bonnie Brandon                                                            | 2:03.19 | ESP Duane Da Rocha                                                          | 2:04.15 |
| 50 m peito detalhes      | LTU Rūta Meilutytė                                                                | 29.44   | JAM Alia Atkinson                                                             | 29.67   | AUS Sarah Katsoulis                                                         | 29.94   |
| 100 m peito detalhes     | LTU Rūta Meilutytė                                                                | 1:03.52 | JAM Alia Atkinson                                                             | 1:03.80 | DEN Rikke Møller Pedersen                                                   | 1:04.05 |
| 200 m peito detalhes     | DEN Rikke Møller Pedersen                                                         | 2:16.08 | USA Laura Sogar                                                               | 2:16.93 | JPN Kanako Watanabe                                                         | 2:19.39 |
| 50 m borboleta detalhes  | CHN Lu Ying                                                                       | 25.14   | CHN Jiao Liuyang                                                              | 25.23   | DEN Jeanette Ottesen                                                        | 25.55   |
| 100 m borboleta detalhes | ITA Ilaria Bianchi                                                                | 56.13   | CHN Liu Zige                                                                  | 56.58   | GBR Jemma Lowe                                                              | 56.66   |
| 200 m borboleta detalhes | HUN Katinka Hosszú                                                                | 2:02.20 | CHN Jiao Liuyang                                                              | 2:02.28 | GBR Jemma Lowe                                                              | 2:03.19 |
| 100 m medley detalhes    | HUN Katinka Hosszú                                                                | 58.49   | LTU Rūta Meilutytė                                                            | 58.79   | CHN Zhao Jing                                                               | 58.80   |
| 200 m medley detalhes    | CHN Ye Shiwen                                                                     | 2:04.64 | HUN Katinka Hosszú                                                            | 2:04.72 | GBR Hannah Miley                                                            | 2:07.12 |
| 400 m medley detalhes    | GBR Hannah Miley                                                                  | 4:23.14 | CHN Ye Shiwen                                                                 | 4:23.33 | HUN Katinka Hosszú                                                          | 4:25.95 |
| 4x100 m livre detalhes   | USA Estados Unidos Megan Romano Jessica Hardy Lia Neal Allison Schmitt            | 3:31.01 | AUS Austrália Angie Bainbridge Marieke Guehrer Brianna Throssell Sally Foster | 3:32.90 | DEN Dinamarca Mie Nielsen Pernille Blume Kelly Rasmussen Jeanette Ottesen   | 3:33.51 |
| 4x200 m livre detalhes   | USA Estados Unidos Megan Romano Chelsea Chenault Shannon Vreeland Allison Schmitt | 7:39.25 | RUS Rússia Veronika Popova Elena Sokolova Daria Belyakina Ksenia Yuskova      | 7:42.77 | CHN China Qiu Yuhan Pang Jiaying Guo Junjun Tang Yi                         | 7:43.26 |
| 4x100 m medley detalhes  | DEN Dinamarca Mie Nielsen Rikke Møller Pedersen Jeanette Ottesen Pernille Blume   | 3:49.87 | AUS Austrália Rachel Goh Sarah Katsoulis Marieke Guehrer Angie Bainbridge     | 3:50.88 | USA Estados Unidos Olivia Smoliga Jessica Hardy Claire Donahue Megan Romano | 3:51.43 |

## Quadro de medalhas
| Ordem | País              | Medalha de ouro | Medalha de prata | Medalha de bronze | Total |
| ----- | ----------------- | --------------- | ---------------- | ----------------- | ----- |
| 1     | Estados Unidos    | 11              | 8                | 8                 | 27    |
| 2     | China             | 3               | 5                | 3                 | 11    |
| 3     | Hungria           | 3               | 4                | 3                 | 10    |
| 4     | Dinamarca         | 3               | 2                | 4                 | 9     |
| 5     | Rússia            | 2               | 3                | 4                 | 9     |
| 6     | Itália            | 2               | 2                | 0                 | 4     |
| 7     | Alemanha          | 2               | 1                | 1                 | 4     |
| 7     | Japão             | 2               | 1                | 1                 | 4     |
| 9     | Lituânia          | 2               | 1                | 0                 | 3     |
| 10    | Austrália         | 1               | 5                | 3                 | 9     |
| 11    | Reino Unido       | 1               | 2                | 3                 | 6     |
| 12    | África do Sul     | 1               | 1                | 0                 | 2     |
| 13    | Nova Zelândia     | 1               | 0                | 2                 | 3     |
| 13    | Espanha           | 1               | 0                | 2                 | 3     |
| 15    | Brasil            | 1               | 0                | 1                 | 2     |
| 15    | Polónia           | 1               | 0                | 1                 | 2     |
| 17    | Bielorrússia      | 1               | 0                | 0                 | 1     |
| 17    | Noruega           | 1               | 0                | 0                 | 1     |
| 17    | Ucrânia           | 1               | 0                | 0                 | 1     |
| 20    | Jamaica           | 0               | 2                | 0                 | 2     |
| 20    | Eslovênia         | 0               | 2                | 0                 | 2     |
| 22    | França            | 0               | 1                | 1                 | 2     |
| 24    | Chéquia           | 0               | 0                | 1                 | 1     |
| 24    | Ilhas Feroé       | 0               | 0                | 1                 | 1     |
| 24    | Trinidad e Tobago | 0               | 0                | 1                 | 1     |
| Total | Total             | 40              | 40               | 40                | 120   |

Legenda
| Recorde mundial       | Recorde mundial (World record)               |                       | Recorde africano                      | Recorde africano (African) |                                           | Q | Classificado por posição (Qualified) |
| Recorde do campeonato | Recorde do campeonato (Championship record)  | Recorde da América    | Recorde da América (Americas)         | q                          | Classificado por melhor tempo (Qualified) |   |                                      |
| Melhor marca do ano   | Melhor marca do ano (World leading)          | Recorde asiático      | Recorde asiático (Asian)              | DNS                        | Não largou (Did not start)                |   |                                      |
| Recorde nacional      | Recorde nacional (National record)           | Recorde europeu       | Recorde europeu (European)            | DNF                        | Não terminou (Did not finish)             |   |                                      |
| Recorde pessoal       | Recorde pessoal do atleta (Personal best)    | Recorde da Oceania    | Recorde da Oceania (Oceania)          | DSQ / DQ                   | Desclassificado (Disqualified)            |   |                                      |
| Recorde da temporada  | Recorde da temporada do atleta (Season best) | Recorde sul-americano | Recorde sul-americano (South America) | NM                         | Sem marca (No mark)                       |   |                                      |